# Rerum Ecclesiae
Rerum Ecclesiae, em português, Os Assuntos da Igreja, é a 7.ª encíclica de Pio XI, datada de 28 de fevereiro de 1926, e que discursa sobre a ação missionária da Igreja.

## Contexto histórico
Em 1882, em parte graças pelo labor e apoio de Pauline-Marie Jaricot aos Pais das Missões Estrangeiras de Paris, fundou-se nessa cidade a Sociedade para a Propagação da Fé. Cinquenta anos depois, em 1922, o papa Pio XI, declarou ser essa sociedade uma sociedade pontifícia, que foi transferida para Roma, integrando-a em maio desse mesmo ano nas Obras Missionárias Pontifícias, com implantação em todas as dioceses do mundo.

## Conteúdo
Aqueles que, com atenção, recordam a memória dos feitos da Rerum Ecclesiae, não podem de forma alguma ignorar que, desde os primeiros tempos da salvação restaurada, as principais preocupações e pensamentos dos Pontífices Romanos foram direcionados para iluminar com a luz da doutrina evangélica e os benefícios da civilização cristã os povos que 'estão nas trevas e na sombra da morte', sem jamais se deixarem deter por dificuldades ou obstáculos.— Início da Encíclica "Rerum Eclessiae"

### Interesse da Igreja pelas missões
Com este início, o Papa passa a recordar o esforço árduo e, em algumas ocasiões, heroico, realizado desde a fundação da Igreja para a propagação do Evangelho. Ele se refere especialmente ao trabalho desenvolvido nos últimos anos pelas associações dedicadas às missões, que também contaram com o impulso da carta apostólica Maximum illud, de Bento XV, datada de 30 de novembro de 1919. O Papa explica que, desde o início de seu pontificado, continuou incentivando as missões, mas considera que ainda faltam duas questões a serem abordadas.

Ambas não só são convenientes, mas também necessárias e intimamente ligadas entre si. A saber: por um lado, que os contingentes de missionários, enviados a terras tão vastas e ilimitadas, sejam em número maior e que sua formação em diversos conhecimentos continue a melhorar.

Por outro lado, que os fiéis se convençam de que também devem contribuir para uma obra tão santa e proveitosa com verdadeiro entusiasmo, com orações contínuas a Deus e com generoso desprendimento.— Encíclica Rerum Ecclesiae AAS vol. 18 p. 66
Por isto, depois de expor a obrigação que incumbe a todos os fiéis cristãos na evangelização dos infiéis, como uma manifestação de amor ao próximo e de agradecimento a Deus pelo dom da fé, a encíclica expõe as obrigações que correspondem aos bispos e aos sacerdotes, e as questões que têm de se cuidar, especialmente nas missões.

### Obrigações dos bispos e sacerdotes
Todos os fiéis devem se sentir corresponsáveis com o Papa na propagação do evangelho, mas, desta obrigação se encarrega de um modo especial os bispos. Antes de mais nada, move a todos os fiéis a rezar pedindo "Ao Senhor da mesa que envie operários a seu campo" (Mt 9,38), neste sentido, o papa sugere que se acrescente à oração do rosário e à outras preces a petição pelas missões.
Esses meios sobrenaturais e a atenção dos fiéis devem apoiar o fomento de vocações missionárias, sabendo descobrir e orientar aqueles que mostrem sinais de vocação para essa tarefa; também aos sacerdotes da própria diocese que se sintam inclinados a este apostolado, mesmo que isso represente uma diminuição no clero da diocese.
Por último, na encíclica o papa anima os bispos para que promovam em suas dioceses as Obras Missionárias Pontifícias, estabelecendo ou apoiando, se já existe, a União Missionária do Clero, através da qual impulsionar-se-á a oração pela missões. Ademais, todas as dioceses devem apoiar, mediante as oportunas coletas, a Obra da Propagação da Fé, a Obra da Santa Infância e a Obra de São Pedro Apóstolo.

### Normas para a organização e cuidado das missões
No restante da encíclica, o Papa dá orientações para o trabalho pastoral que é confiado aos vigários e prefeitos apostólicos que governam as estruturas hierárquicas estabelecidas pela Igreja nas zonas de missão.
Em primeiro lugar, destaca a necessidade de promover o clero local, cuidando de sua formação em seminários que devem ser construídos nas terras de missão. Referindo-se ao papel a que esse clero é chamado, insiste:

Diremos mais: para novos avanços, o clero indígena é de muito maior importância do que alguns imaginam. Porque —são palavras de nosso predecessor— 'é indescritível o valor que tem, para infundir a fé nas almas dos nativos, o contato com um sacerdote indígena, do mesmo povo, caráter, sentimentos e inclinações que eles, já que ninguém pode, como ele, insinuar-se em suas almas. E assim, às vezes acontece que se abre com facilidade a porta de uma missão a um sacerdote indígena, que permaneceria fechada a qualquer outro sacerdote estrangeiro.'— Encíclica Rerum Ecclesiae AAS vol. 18 p. 75
O Papa também chama a atenção para a importância de cuidar e promover entre os novos batizados, vocações para as ordens e congregações religiosas; considerando ainda se, em alguns casos, seria vantajosa a fundação de congregações indígenas, adaptadas às necessidades e circunstâncias próprias de cada país. Por outro lado, multiplicar o número de catequistas trará grande benefício, ajudando os novos cristãos a aprofundar-se na doutrina. Finalmente, não se deve esquecer o fruto sobrenatural que a introdução de ordens contemplativas nos territórios de missão pode proporcionar.
Distribuição dos missionários pelo território da missão, posicionando-os em locais estratégicos, de onde possam visitar as aldeias da região, onde poderá haver uma igreja, que será liderada por um catequista. No cuidado dessa região, os missionários devem conquistar os indígenas, utilizando os meios que o Divino Mestre usou: 'Curou todos os enfermos' (Mt 8,16); 'e muitos o seguiram e Ele curou a todos' (Mt 12,15); 'compadecendo-se deles, curou os enfermos' (Mt 14,14), tendo em mente que:

O mesmo Ele ordenou que seus discípulos fizessem, dando-lhes poder para isso: "E em qualquer cidade em que entrarem... curai os enfermos que lá houver e dizei-lhes: o Reino de Deus está próximo de vós" (Lc 10,8-9); "e saíram, percorrendo todas as aldeias, evangelizando e curando em toda parte" (Lc 9,6). Tenham também a bondade de Jesus para com as crianças e pequeninos, que, quando foram repreendidos pelos apóstolos, Ele lhes disse que não os impedissem de vir a Ele.— Encíclica Rerum Ecclesiae AAS vol. 18 p. 80
O Papa conclui a encíclica confiando o trabalho das missões à Santíssima Virgem Maria, Rainha dos Apóstolos, e transmitindo aos bispos, ao clero e ao povo a bênção apostólica.